# Michael Keul
Michael Keul (* 1961 in Bad Kissingen) ist ein deutscher Jazz-Schlagzeuger.

## Leben und Wirken
Michael Keul studierte Schlagzeug bei  Billy Brooks an der Swiss Jazz School in Bern. Seit 1988 arbeitet er als freiberuflicher Musiker in München, unterbrochen durch mehrere Studienaufenthalte in New York und New Orleans, USA. 
Keul spielte seit 1985 mit Chet Baker, Clark Terry, Woody Shaw, James Moody, Red Holloway, Scott Hamilton, Sal Nistico, Conte Candoli, Houston Person, Charlie Mariano, Dusko Goykovich und Joe Haider. Von 1991 bis 2006 war er festes Mitglied der Al Porcino Big Band. 1996 hatte er einen Auftritt beim New Orleans Jazz & Heritage Festival.
Ab 1996 spielte Keul im Quintett des Bremer Posaunisten Ed Kröger sowie seit 2001 mit Claus Koch and the Boperators und seit 2005 mit den „Munich Swing Stars“ um Joe Kienemann. 1999 ging er mit dem Ensemble „Bach Blech & Blues“ im Auftrag des Goethe-Instituts auf Konzertreise nach Indonesien. Im Jahr 2000 nahm er am „International Jazz Festival at Sea“ in der Band von Trompeter Clark Terry teil. 2002 war er mit Johannes Herrlichs Trombonefire beim internationalen Jazzfestival „Jazz aux Oudayas“ in Rabat, Marokko. Seit 2009 war er vor allem in den Bands von Dusko Goykovich und in seinem Quintett Superfocus mit Scott Hamilton zu hören. Sein musikalisches Schaffen ist auf ca. 50 CDs dokumentiert.
Mit seinem „Samerberger Jazz Ensemble“ realisiert Keul regelmäßig Projekte zu verschiedenen Aspekten des Jazz. Über 70 Themenkonzerte gab er mit dieser Formation im Jazzclub Le Pirate Rosenheim. Ferner leitet er die Teacher‘s Groove Big Band im Chiemgau und ist seit 2010 musikalischer Leiter des „Jazz & Wine Summer“ in Poysdorf.
Keul ist weiterhin seit 2010 Dozent an der Hochschule für Musik und Theater München für Schlagzeug und Jazzgeschichte und seit 2004 Schlagzeuglehrer an der Musikschule Grassau.

## Diskografische Hinweise (Auswahl)
- Dörsam/Keil Quartett - Live in Strasbourg (1988) LP, marimba records 027-88,[4]
- Fisherman’s Break (1991), Edition Collage EC 450-2,[5]
- Grooveyard feat. Red Holloway (1995), jhm records 3607,[6]
- Grooveyard meets Holloway, Person, Schwaller (1997), organic music ORGM 9701,[7]
- Million Dollar Quartett & One (1998), R & A Records 111098
- Thilo Kreitmeier & Group - Mo´Better Blues (1998), organic music ORGM 9706,[8]
- Red Holloway meets the Matthias Bätzel Trio - A Night of Blues and Ballads (1999), jhm records 3614,[9]
- Thilo Kreitmeier & Group - Soul Call (1999), organic music ORGM 9711,[10]
- Ed Kröger Quartett & feat. Romy Camerun (1999), Laika Records 35 10 117.2,[11]
- Matthias Bätzel Trio - Green Dumplings (2000), jhm records 3618,[5]
- Al Porcino Big Band - Live! (2000), organic music ORGM 9717,[12]
- Ed Kröger Quintett + Spec. Guests - Movin´On (2000), Laika Records 35 10 133.2,[13]
- Helmut Nieberle - Helmut Kagerer - Flashes (2000), Jardis Records JRCD 20031,[14]
- Matthias Bätzel Trio - Monk´s Mood (2001), jhm records 3628,[15]
- Claus Koch and the Boperators - Snookiing (2002), Nagel - Hayer Records nh 2029,[16]
- Ed Kröger Quintett - Another Step (2003), Laika Records 3510184.2,[17]
- Claus Koch and the Boperators - Afro-Cuban Jazz Colors (2004), yvp music 3126,[18]
- Mariette Radtke - Motion Club (2005), FLUXX Records 291.273
- Anna Leman - Moonhours (2006), Eigenvertrieb,[19]
- Eva Mattes - Language of Love (2006), SPV 78462,[20]
- Munich Swing Stars - Mallorca meets Swing (2006), Edition Sportiva,[21]
- Al Porcino Big Band & Herb Geller - Live (2006), ABB Edition,[22]
- Esbrassivo – Filmriss (2007), CD 50530
- Bernhard Ullrich Quintett – Changes (2008), CD 040,[23]
- Munich Swing Stars - Fine Art of Swing (2008), Edition Show Business,[21]
- Alex Jung Trio - On A Misty Night (2009), Jardis JRCD 20954,[24]
- Sabine Döppel & Friends - Blue Wave (2009), Eigenverlag,[25]
- Red Holloway & Bernhard Pichl Trio - September Songs (2009), Organic Music 9752,[26]
- Joe Kienemann Trio - Pray Jazz (2010), Village Pond Records,[27]
- Munich Swing Stars - Best Of Fine Art Of Swing (2010), Edition Show Business,[28]
- Scott Hamilton & Bernhard Pichl Trio – How About You (2011), Organic Music 9754,[29]
- Ochsenbauer meets Sokal – Bass Player´s Delight (2011), jawo records 052011,[30]
- Scott Hamilton – Dusko Goykovich – Tight But Loose (2011), Organic Music 9757,[31]
- Bernhard Ullrich & Martin Breinschmid Quintett – Mission To Swing (2011), CIPA-3028-2,[32]
- Gunter Greffenius Quartett feat. Thilo Wagner (2012), Edition Show Business,[33]
- Michael Keul and Superfocus feat. Scott Hamilton (2013), organic music 9761,[5]
- JPEK – The Long Goodbye (2014), organic music 9765,[34]
- D. Goykovich/S. Hamilton – Second Time Around (2015), organic music 9767[35]
- Scott Hamilton Meets The Piano Players (2017), organic music 9774,[36]
- Johannes Ochsenbauer Trio – Never Change A Swinging Team  (2019), bobtale records,[37]
- Dan Barrett - Enric Peidro Quintet – It Goes Without Saying (2020), snibor records,[38]